# Vaggeryd
Vaggeryd este un oraș în Suedia.

## Demografie
| \| Evoluția demografică a zonei urbane Vaggeryd, 1970–2015 \| Evoluția demografică a zonei urbane Vaggeryd, 1970–2015 \| Evoluția demografică a zonei urbane Vaggeryd, 1970–2015 \| Evoluția demografică a zonei urbane Vaggeryd, 1970–2015 \| Evoluția demografică a zonei urbane Vaggeryd, 1970–2015 \| \| --------------------------------------------------------------------------------------- \| ------------------------------------------------------- \| ------------------------------------------------------- \| ------------------------------------------------------- \| ------------------------------------------------------- \| \| An \| \| \| Locuitori \| \| \| 1970 \| 1970 \| \| 3.820 \| 3.820 \| \| 1975 \| 1975 \| \| 3.974 \| 3.974 \| \| 1980 \| 1980 \| \| 4.238 \| 4.238 \| \| 1990 \| 1990 \| \| 4.276 \| 4.276 \| \| 1995 \| 1995 \| \| 4.500 \| 4.500 \| \| 2000 \| 2000 \| \| 4.694 \| 4.694 \| \| 2005 \| 2005 \| \| 4.688 \| 4.688 \| \| 2010 \| 2010 \| \| 4.920 \| 4.920 \| \| 2015 \| 2015 \| \| 5.122 \| 5.122 \| \| Sursa: SCB - Statistika Centralbyrån, Folkmängden per tätort. Vart femte år 1960 - 2016 \| \| \| \| \| |      |  |           |       |
| Evoluția demografică a zonei urbane Vaggeryd, 1970–2015 |      |  |           |       |
| An |      |  | Locuitori |       |
| 1970 | 1970 |  | 3.820     | 3.820 |
| 1975 | 1975 |  | 3.974     | 3.974 |
| 1980 | 1980 |  | 4.238     | 4.238 |
| 1990 | 1990 |  | 4.276     | 4.276 |
| 1995 | 1995 |  | 4.500     | 4.500 |
| 2000 | 2000 |  | 4.694     | 4.694 |
| 2005 | 2005 |  | 4.688     | 4.688 |
| 2010 | 2010 |  | 4.920     | 4.920 |
| 2015 | 2015 |  | 5.122     | 5.122 |
| Sursa: SCB - Statistika Centralbyrån, Folkmängden per tätort. Vart femte år 1960 - 2016 |      |  |           |       |